# Право на охрану здоровья
Право на охрану здоровья (термин Конституции России), право на медицинский уход (термин Всеобщая декларации прав человека) или право на наивысший достижимый уровень физического и психического здоровья (термин Международный пакт об экономических, социальных и культурных правах) — это одно из прав человека второго поколения. Право это также закреплено также в Европейской социальной хартии (статья 11).

## Определения

### Конституция Всемирной Организации Здравоохранения
Устав (Конституция) Всемирной организации здравоохранения определяет, «Здоровье является состоянием полного физического, душевного и социального благополучия, а не только отсутствием болезней и физических дефектов.» Устав заявляет обладание наивысшим достижимым уровнем здоровья является одним из основных прав всякого человека.

### Всеобщая декларация прав человека (ВДПЧ)
В статье 25 Всеобщей декларации прав человека (Принята резолюцией 217 А (III) Генеральной Ассамблеи ООН от 10 декабря 1948 года) написано, «Каждый человек имеет право на такой жизненный уровень, включая пищу, одежду, жилище, медицинский уход и необходимое социальное обслуживание, который необходим для поддержания здоровья и благосостояния его самого и его семьи.»
Всеобщая декларация прав человека — первый международный пакт по фундаментальным правам. Верховный комиссар Организация Объединённых Наций по правам человека, Нави Пиллэй, написала, что ВДПЧ «закрепляет концепцию, которая требует рассмотрения всех прав человека — гражданских, политических, экономических, социальных или культурных — как неделимого и органичного целого, неразделимого и взаимозависимого.»

### Международный пакт об экономических, социальных и культурных правах
ООН определяет право на здоровья в статье 12 Международного пакта об экономических, социальных и культурных правах (1966):
1. Участвующие в настоящем Пакте государства признают право каждого человека на наивысший достижимый уровень физического и психического здоровья.
2. Меры, которые должны быть приняты участвующими в настоящем Пакте государствами для полного осуществления этого права, включают мероприятия, необходимые для:
a) обеспечения сокращения мертворождаемости и детской смертности и здорового развития ребёнка;
b) улучшения всех аспектов гигиены внешней среды и гигиены труда в промышленности;
c) предупреждения и лечения эпидемических, эндемических, профессиональных и иных болезней и борьбы с ними;
d) создания условий, которые обеспечивали бы всем медицинскую помощь и медицинский уход в случае болезни.

#### Замечание общего порядка 14
В 2000 году, Комитет по экономическим, социальным и культурным правам опубликовал Замечание общего порядка 14. Замечание общего порядка 14 проясняет что, «Право на здоровье не следует понимать как право быть здоровым». В Замечании общего порядка 14, комитет по экономическим, социальным и культурным правам выделяет следующие элементы права на здоровье:
- наличие учреждений, товаров, услуг, соответствующих программ, включая инфраструктуру, подготовленный и оплачиваемый персонал, важнейшие лекарственные средства;
- доступность (недискриминация, физическая доступность, экономическая доступность, доступность информации);
- приемлемость (с точки зрения медицинской этики, культурных критериев, требований в отношении гендерной проблематики и жизненного уклада, а также направленность на конфиденциальность и улучшение состояния здоровья);
- качество (приемлемость с научной и медицинской точек зрения и высокое качество, включая наличие квалифицированного медицинского персонала, научно проверенных и пригодных медикаментов и медицинского оборудования, безопасной питьевой воды и адекватных санитарных услуг)[6].

### Конституция СССР
В конституции СССР 1936 года статья 120 предусматривала бесплатную медицинскую помощь трудящимся как средство реализации права на материальное обеспечение в старости, в случае болезни и потери трудоспособности. 
Президент США Ф. Рузвельт в 1944 году призывал законодательно закрепить право на медицинское обеспечение во «Втором билле о правах».

## Специальный докладчик по вопросу о праве на здоровье
Специальный докладчик по вопросу о праве на здоровье — один из специальных докладчиков ООН. Мандат Специального докладчика по вопросу о праве каждого человека на наивысший достижимый уровень физического и психического здоровья был учрежден в 2002 году.
Нынешний мандатарий — Тлаленг Мофокенг. Она была назначена Специальным докладчиком в 2020 году. Тлаленг Мофокенг — «врач с опытом работы в области продвижения всеобщего доступа к медицинскому обслуживанию, лечения ВИЧ, услуг, доброжелательных к молодежи, и планирования семьи».